# Arcade's Greatest Hits: The Atari Collection 1
Arcade's Greatest Hits: The Atari Collection 1 è una raccolta di videogiochi arcade dell'Atari per Sega Saturn, Sony PlayStation e Super Nintendo Entertainment System. I giochi sono emulazioni fedeli di classici degli anni ottanta. La maggior parte dei titoli giocabili sono di genere azione.
Le versioni Saturn e Playstation dispongono di un documentario in full motion video riguardo all'età d'oro dell'Atari, mostrando interviste con i programmatori riguardo ai sei giochi della raccolta.

## Giochi
- Asteroids (1979)
- Battlezone (1980)
- Centipede (1981)
- Missile Command (1980)
- Super Breakout (1978)
- Tempest (1981)